# Nils Stecksenius
Nils Stecksenius, född i Skellefteå församling, död 30 mars 1763 i Arnäs församling, var en svensk präst.

## Biografi
Stecksenius föddes i Skellefteå församling. Han var son till kyrkoherden Israel Stecksenius och Catharina Otto. Stecksenius blev 1698 student vid Kungliga Akademien i Åbo och promoverade filosofie magister 17 juni 1707. Han arbetade sedan under sju år hos friherren Otto Wilhelm Löwen i Stockholm. Från 1715 till 1716 var han vikarierande lektor i Härnösand och senare gymnasieadjunkt. Stecksenius blev i maj 1716 notarie och blev 26 september samma år lektor i logices et physices vid Härnösands gymnasium. Han blev 1725 kyrkoherde i Arnäs församling, tillträdde 1726. Från 1745 till 1754 var han vikarierande kontraktsprost i Ångermanlands norra kontrakt och blev 1754 prost honoris. Stecksenius avled 1763 i Arnäs församling.
Stecksenius var ortar vid prästmötet 1733 i Härnösand.

### Familj
Stecksenius gifte sig första gången 1714 med Barbro Christina Blank (död 1722). Hon var dotter till handlanden Nils Jönsson Blank i Härnösand. Barbro Christina Blank hade tidigare varit gift med lektorn O. Nording. De fick tillsammans barnen Anna Elisabeth Stecksenia som var gift med borgmästaren Lars Westman i Umeå och rådmannen Veit Söderberg i Härnösand, konrektorn Israel Stecksenius (1716–1766) i Härnösand, revisorn Daniel Stecksenius (död 1766) vid krigskollegium och skolmästaren Nicolaus Stecksenius (1721–1775) i Åmål.
Stecksenius gifte sig andra gången 9 februari 1725 med Helena Ursina (död 1754). Hon var dotter till kyrkoherden Nils Ursinus och Helena Dorotea Harnesksköld i Arnäs församling. De fick tillsammans barnen rektorn Jacob Stecksenius (1726–1779) i Umeå och Helena Christina Stecksenia (född 1732) som var gift med lektorn Michael Ström i Härnösand..
Stecksenius gifte sig tredje gången 27 april 1758 med Märta Sundman (död 1770). Hon var dotter till Anders Sundman i Härnösand. Hon hade tidigare varit gift två gånger.